# به هیون سونگ
به هیون سونگ (کره‌ای: 배현성؛ زادهٔ ۳ مه ۱۹۹۹) بازیگر اهل کره جنوبی است. او در مجموعه اینترنتی لاو پلی‌لیست و مجموعه‌های تلویزیونی تو فوق‌العاده‌ای و غم‌های ما ایفای نقش کرده‌است.

## فیلم‌شناسی

### فیلم
| سال  | عنوان              | نقش       | توضیحات | منابع |
| ---- | ------------------ | --------- | ------- | ----- |
| ۲۰۱۹ | خشم الهی           | هیون-سونگ |         |       |
| ۲۰۱۹ | معمولی‌ترین عاشقانه | کارمند    |         |       |

### مجموعه‌های تلویزیونی
| سال       | عنوان             | نقش             | توضیحات | منابع       |
| --------- | ----------------- | --------------- | ------- | ----------- |
| ۲۰۱۸      | منشی کیم چشه؟     | کارکنان کارآموز |         |             |
| ۲۰۱۹      | تو فوق‌العاده‌ای    | بک جون-هیون     |         | [ ۲ ]       |
| ۲۰۲۰–۲۰۲۱ | پلی‌لیست بیمارستان | جانگ هونگ-دو    | فصل ۱–۲ | [ ۳ ]       |
| ۲۰۲۲      | غم‌های ما          | جانگ-هیون       |         | [ ۴ ] [ ۵ ] |
| ۲۰۲۲      | ام عزیز           | پارک ها نول     |         | [ ۶ ] [ ۷ ] |
| ۲۰۲۲      | گاوس الکترونیک    | بک ما تان       |         | [ ۸ ]       |
| ۲۰۲۳      | برادران معجزه‌گر   | کانگ سان        |         | [ ۹ ]       |
| ۲۰۲۴      | خانواده انتخابی   | کانگ هه جون     |         | [ ۱۰ ]      |

### مجموعه اینترنتی
| سال       | عنوان          | نقش         | توضیحات   | منابع                |
| --------- | -------------- | ----------- | --------- | -------------------- |
| ۲۰۱۸–۲۰۱۹ | لاو پلی‌لیست    | پارک ها-نول | فصل ۳ و ۴ | [ ۱۱ ] [ ۱۲ ] [ ۱۳ ] |
| ۲۰۱۹      | Pu Reum's Vlog | پارک ها-نول |           |                      |